# رامانوجا
رامانوجا (انگلیسی: Ramanuja; April 25, 1017 CE – c. 1137 CE (aged 120)) متخصص الهیات، فیلسوف، و شاعر بود.
رامانوجا یا رامانوجاچاریا فیلسوف هندی، دین‌شناس هندو، مصلح اجتماعی و یکی از مهم‌ترین نمایندگان سنت سری وایشنوویسم در هندوئیسم بود. مبانی فلسفی او برای عبادت گرایی بر جنبش باکتی تأثیرگذار بود. سنت سری وایشناوا معتقد است که رامانوجا با مربی خود و آدوایتا ودنتا مخالف بود و در عوض پا به پای سنت تامیل آلوارس، دانشمندان ناتهامونی و یاموناچاریا، رفت.